# 荘公 (邾)
荘公（そうこう、? - 紀元前507年）は、春秋時代の邾の君主。姓は曹、諱は穿。

## 生涯
紀元前541年6月、邾の悼公が死去し、翌年に荘公が即位した。紀元前529年、晋の昭公を中心とする諸侯と平丘で会合した。紀元前516年、斉の景公を盟主として鄟陵に会盟した。紀元前507年2月辛卯、荘公は死去した。秋、埋葬された。